# Олливье, Артур
Артур Мортон Олливье (англ. Arthur Morton Ollivier, 23 марта 1851, Хаммерсмит — 21 октября 1897, Опава) — новозеландский бизнесмен и спортсмен (игрок в крикет, альпинист и шахматист).

## Биография
А. Олливье родился в Хаммерсмите (Миддлсекс). Он был восьмым ребенком в семье Джона Олливье и его жены Элизабет (урожд. Мортон). В 1853 г. семья переехала из Англии в Новую Зеландию. Корабль «Джон Тейлор» отплыл из Лондона 10 июля и достиг Литтлтона 18 октября.
В 1865 г. Олливье окончил Колледж Христа в Крайстчерче. Позже он получил экономическое образование.
Олливье жил в Кентербери. Сначала он работал в фирме «Макферсон и Ко», потом в компании «Дж. Т. Форд и Ко», а затем вместе с Тревором Грирсоном основал собственную фирму.
Параллельно Олливье занимался общественной работой. С 1895 г. и до конца жизни он возглавлял ассоциацию выпускников Колледжа Христа. Также он активно сотрудничал с федерацией крикета Новой Зеландии.
В 1876 г. Олливье женился на Агнес Томсон, дочери новозеландского политика Уильяма Томсона. У них родились трое детей: Сесил Клод (Cecil Claude, 2 июля 1878 — 27 июля 1935), Кит (Keith, 2 августа 1880 — 12 сентября 1951) и Мюриэл (Muriel, 19 апреля 1883 — ?).
Зимой 1897 г. Олливье тяжело заболел и весной скончался в пригороде Крайстчерча. Был похоронен на кладбище Вулстон.

## Спортивная карьера

### Крикет
На протяжении многих лет Олливье был профессиональным игроком в крикет. Он играл на позиции правого бэтсмена за команду Крикет-клуба Кентербери. Известно, что он представлял команду клуба в матчах против клубов Отаго (1867 г.) и Окленда (1873 г.). Олливье играл за сборную Новой Зеландии в матчах против Англии (февраль 1877 г.) и Австралии (январь 1878 г.). В 1883 г. из-за травмы Олливье завершил карьеру игрока и стал тренером. Вместе с Эдвардом Стивенсом он выкупил участок земли, на котором был построен стадион «Ланкастер-парк».  В 1893 г. Олливье определял состав сборной Новой Зеландии для матча с Новым Южным Уэльсом.

### Альпинизм
Олливье был известен своими восхождениями на высочайшие вершины Новой Зеландии. После смерти Олливье одну из вершин в регионе Кентербери (недалеко от горы Кука) назвали его именем (1933 м.). Позже на эту вершину поднялся молодой Эдмунд Хиллари. Это было первое серьезное восхождение в его карьере. После смерти Хиллари в 2008 г. появилось предложение переименовать вершину из Маунт-Олливье в Маунт-Хиллари. Против этого предложения резко выступила семья Олливье, и за вершиной было оставлено прежнее название.

### Шахматы
Олливье был одним из сильнейших шахматистов Новой Зеландии конца XIX в. С 1877 г. он был членом Кентерберийского шахматного клуба. Олливье выиграл чемпионат Новой Зеландии в 1889 г. (турнир проводился в Крайстчерче).